# Nannopsittaca dachilleae
Il pappagallino amazzonico (Nannopsittaca dachilleae O'Neil, Munn & Franke, 1991) è un uccello della famiglia degli Psittacidi. Si presenta con taglia attorno ai 12 cm, piumaggio verde, testa e nuca sfumate in azzurro, colorazione grigio-verde nelle parti addominali e ventrali, becco e zampe rosate, anello perioftalmico nudo giallo, iride arancio. Questo pappagallo vive in Perù e Bolivia; sembra avere abitudini nomadi. Gregario e sociale non si hanno dati certi sulle abitudini riproduttive.